# Kovači, Kotor

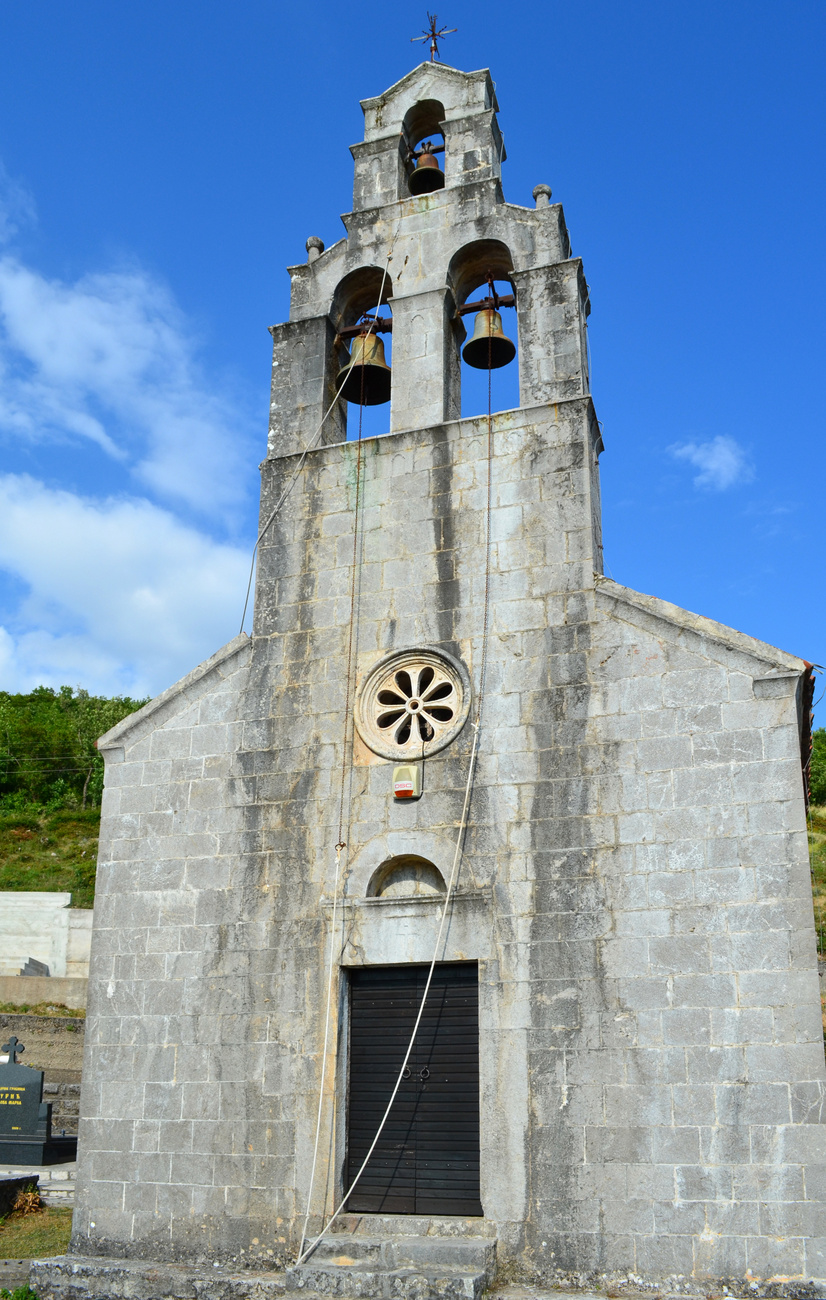
Biserica din sat

Kovači este un sat din comuna Kotor, Muntenegru. Conform datelor de la recensământul din 2003, localitatea are 81 de locuitori (la recensământul din 1991 erau 98 de locuitori).

## Demografie
În satul Kovači locuiesc 70 de persoane adulte, iar vârsta medie a populației este de 41,3 de ani (37,8 la bărbați și 45,3 la femei). În localitate sunt 24 de gospodării, iar numărul mediu de membri în gospodărie este de 3,38.
Populația localității este foarte eterogenă.
|  |

| Demografie | Demografie | Demografie |
| An         | Locuitori  | Locuitori  |
| ---------- | ---------- | ---------- |
|            |            |            |
|            |            |            |
|            |            |            |
|            |            |            |
| 1948       | 107        |            |
| 1953       | 113        |            |
| 1961       | 118        |            |
| 1971       | 118        |            |
| 1981       | 111        |            |
| 1991       | 98         | 94         |
| 2003       | 81         | 81         |

| \| Componența etnică conform recensământului din 2003[2] \| Componența etnică conform recensământului din 2003[2] \| Componența etnică conform recensământului din 2003[2] \| Componența etnică conform recensământului din 2003[2] \| Componența etnică conform recensământului din 2003[2] \| \| ----------------------------------------------------- \| ----------------------------------------------------- \| ----------------------------------------------------- \| ----------------------------------------------------- \| ----------------------------------------------------- \| \| \| \| \| \| \| \| Sârbi \| Sârbi \| \| 48 \| 59,25% \| \| Muntenegreni \| Muntenegreni \| \| 26 \| 32,09% \| \| necunoscută \| necunoscută \| \| 0 \| 0% \| |              |  |    |        |
| Componența etnică conform recensământului din 2003 |              |  |    |        |
| |              |  |    |        |
| Sârbi | Sârbi        |  | 48 | 59,25% |
| Muntenegreni | Muntenegreni |  | 26 | 32,09% |
| necunoscută | necunoscută  |  | 0  | 0%     |